# Дивока-Орлице
Дивока-Орлице (пол. Dzika Orlica, чеш. Divoká Orlice, в переводе — «дикая Орлица») — река в Польше и Чехии. Длина — 130 км. Площадь водосборного бассейна — 806,5 км². Среднегодовой расход воды — 11,7 м³/с. Сливаясь с рекой Тихая Орлица на высоте 247 метров над уровнем моря образует реку Орлице (бассейн Лабы).
Берёт начало в Быстшицких горах на территории Польши к югу от курортного города Душники-Здруй, в верховьях проходит по долине, отделяющей Быстшицкие горы от Орлицких гор, по территории природного парка Орлице. По реке проходит популярный маршрут для сплава.